# Poslednja sodba (Fra Angelico)
Poslednja sodba (tempera na plošči) je slika renesančnega umetnika Fra Angelica. Naročil jo je kamaldolski red za novoizvoljenega opata, humanističnega učenjaka Ambrogija Traversarija. Različno je datirana v okoli leto 1425, 1425–30 in 1431. Prvotno je bil postavljena v cerkvi Santa Maria degli Angeli, zdaj pa je v muzeju Sveti Marko v Firencah. Ne gre jo zamenjati z drugo Poslednjo sodbo Fra Angelica v Gemäldegalerie v Berlinu.

## Opis
Tako kot večina del Fra Angelica je tudi ikonografija standard za sodobne obdelave Poslednje sodbe. Med najpogostejšimi predmeti slikanja v cerkvah jo najdemo na stenah. V zgornjem središču slike Kristus obsoja na belem prestolu, obkrožen z angeli, Marijo, Janezom in svetniki. Kristus je prikazan kot sodnik živih in mrtvih, njegova leva roka je usmerjena navzdol v pekel, desna pa v nebesa. Na Kristusovi desni strani je raj z angeli, ki rešene skozi čudovit vrt vodijo v sijoče mesto. Na sredini so zlomljeni grobovi vstalih mrtvih, ki prihajajo iz njih, da bodo končno obsojeni. Na Kristusovi levi demoni vozijo preklete v pekel, kjer hudobne mučijo. Čisto na dnu Satan prežveči tri preklete in prime še dva.

## Detajli
- Eden
- Pekel
- Detajl zlomljenih grobov